# Vought F6U Pirate
O Vought F6U Pirate foi o primeiro caça fabricado pela Vought, projetado para a Marinha dos Estados Unidos na segunda metade da década de 1940. Apesar ter sido pioneiro no uso de um motor turbojato e como primeiro caça naval com pós-combustão e construção de compósitos, a aeronave revelou possuir pouca potência e foi julgada incapaz para a missão de combate. Nenhuma delas foi enviada para esquadrões operacionais e, mais tarde, foram utilizadas em projetos de desenvolvimentos, treinamento e testes antes de serem retiradas de serviço em 1950.

## Projeto e desenvolvimento
Uma especificação foi emitida pelo Escritório de Aeronáutica da Marinha dos Estados Unidos (BuAer) para um caça com um único assento e motorizado com o turbojato axial Westinghouse 24C (mais tarde J34) em 5 de Setembro de 1944. A Chance Vought ganhou o contrato para três protótipos do V-340 (designação da empresa) em 29 de Dezembro de 1944.
O XF6U era uma aeronave pequena com trem de pouso triciclo, além de asa e superfícies da cauda retas. A asa era curta o suficiente para que não se precisasse dobrar. Para caber ainda mais aeronaves nos hangares, o trem de pouso do nariz poderia ser retraído e o peso da aeronave se concentraria em uma pequena roda colocada pelo pessoal de solo. Isto levantava a cauda, de forma que ficasse acima do nariz de outra aeronave logo atrás desta, permitindo que mais aeronaves ocupassem o mesmo espaço. O motor turbojato era montado na parte de trás da fuselagem e alimentada por dutos na raiz da asa.

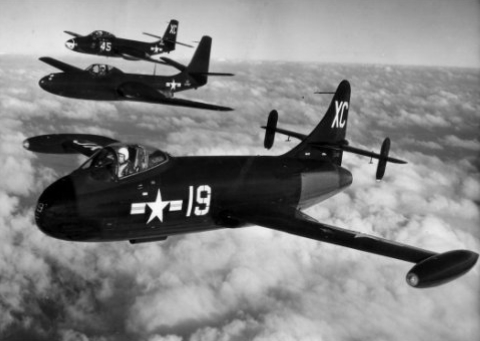
Um F6U (na frente) com seus competidores FH Phantom (no meio) e F2H Banshee (atrás).

A característica mais incomum desta aeronave era o uso de metalite na sua superfície. Isto era construído de madeira balsa que era colocada entre duas folhas finas de alumínio. Fabrilite também foi utilizado para as superfícies do estabilizador vertical e do leme; este era similar ao Metalite, mas utilizava fibra de vidro ao invés de alumínio. Dois tanques de combustível eram colocados no centro da fuselagem. O tanque dianteiro, à frente da asa, tinha capacidade de 220 galões (833 litros) e o tanque traseiro, 150 galões (568 litros). Além dos tanques principais, havia os tanques de ponta de asa com capacidade de 140 galões (530 litros). A cabine de pilotagem era bem à frente na fuselagem e com um canopi em bolha, o que fornecia uma boa visibilidade ao piloto. Era equipado com uma mira Mk 6. Abaixo da cabine, havia quatro canhões automáticos de 20 mm (0.79 in) M3, e os seus 600 projéteis eram carregados atrás do piloto. As cápsulas vazias das duas armas superiores eram guardadas na aeronave, enquanto das duas inferiores era jogadas para fora.
Após um concurso por toda a companhia para decidir o nome da aeronave, o protótipo inicial recebeu o nome Pirata e realizou o seu primeiro voo em 2 de Outubro de 1946. Os testes de voo revelaram problemas aerodinâmicos graves, causados principalmente pela seção do aerofólio e grossura da asa. O estabilizador vertical também teve de ser redesenhado para permitir um fluxo de ar regular na interseção entre os estabilizadores vertical e horizontal. Outras mudanças incluíram a instalação de "freios de mergulho" na lateral da fuselagem e a substituição dos painéis de Metalite próximo a saída de ar do motor por painéis de aço inoxidável.
O primeiro protótipo XF6U-1 era motorizado com um motor turbojato Westinghouse J34-WE-22 com 3.000 lbf (13,34 kN) de empuxo, um terço do peso da aeronave. Para auxiliar o baixo rendimento da aeronave, o terceiro protótipo, que voou em 10 de Novembro de 1947, foi aumentado em 8 pés (2,44 metros) para utilizar o Westinghouse J34-WE-30 com pós-combustão e 4.224 lbf (18,78 kN) de empuxo, sendo então o primeiro caça da Marinha dos Estados Unidos a utilizar esta motorização.

## Histórico operacional
Em 1947, antes do término dos testes de voo e dos protótipos, 30 aeronaves foram solicitadas. Elas incluíam um assento ejetor e um estabilizador vertical redesenhado, além de duas aletas auxiliares, uma em direção à ponta de cada lado da cauda, na tentativa de melhorar a estabilidade direcional da aeronave. A fuselagem foi aumentada para acomodar equipamentos adicionais e a asa tinha junções com a fuselagem mais suaves.
Durante a produção, a marinha norte-americana decidiu mover a fábrica da Vought de Stratford, Connecticut, para uma muito maior em Dallas, Texas, que estava vazia desde o fim da Segunda Guerra Mundial; isto prejudicou gravemente a produção do Pirate. A fuselagem foi construída em Stratford e transportada para Dallas, onde os equipamentos sob responsabilidade do governo, tais como o motor e pós-combustores eram instalados. A aeronave completa então taxiava pelo aeródromo da nova fábrica, mas a pista era muito curta para receber aviões a jato. A aeronave então tinha que ser novamente desmontada e levada para um aeródromo abandonado em Ardmore, Oklahoma, com uma pista longa o suficiente para aceitar os voos de teste.
O primeiro F6U-1 de produção fez o seu primeiro voo em 29 de Junho de 1949 e 20 aeronaves foram enviadas para o VX-3, um esquadrão de testes operacionais baseado em Maryland. Após os testes, o Pirate foi considerado inaceitável para uso operacional. Os aviadores navais chamavam-o depreciativamente de "marmota". Em 30 de Outubro de 1950, o BuAer informou à Vought a opinião da marinha em relação ao Pirate: "O F6U-1 provou ser abaixo do mínimo em desempenho e a sua utilização em combate não é praticável."
As aeronave acabaram sendo usadas primariamente para desenvolver cabos de desaceleração e barreiras, mas foram utilizadas operacionalmente por um curto período de tempo por um esquadrão da Reserva da Marinha dos Estados Unidos na transição para os aviões a jato. As 30 aeronaves produzidas acumularam apenas 945 horas de voo, cerca de 31,5 cada. Algumas voaram apenas seis horas, o que era suficiente para apenas o seu voo de aceitação e realocação.
O resultado da aeronave foi desastroso, pois o seu desempenho para além de frase era,em várias situações, considerado abaixo do mínimo. Isto era um problema comum nos aviões a jato da época.

## Variantes
- XF6U-1: Três protótipos, dois com um motor turbojato Westinghouse J34-WE-22 (33532 e 33533) e um com o motor J34-WE-30 com pós-combustão (33534).[15]
- F6U-1: Versão de produção equipada com pós-combustão. 30 aeronaves construídas (122478 a 122507), 35 canceladas.[16]
- F6U-1P: Conversão de um F6U-1 (122483) para reconhecimento aerofotográfico.[16]

## Operadores
Estados Unidos
- Marinha dos Estados Unidos
  - VX-3[12]

## Sobreviventes
Apesar do F6U ter tido uma vida operacional muito curta, um modelo permanece intacto (122479, número de produção da Vought: 2) e passou por restauração pela Fundação de Aeronaves Antigas da Vought, na fábrica da Vought em Grand Prairie, Texas, Estados Unidos. Desde 2012, a aeronave encontra-se no Museu de Aviação Naval Nacional em Pensacola, Flórida.